# リーマントラベラー
リーマントラベラー（英：Ryman Traveler）とは、東松寛文が2016年より提唱し自身の肩書に使っている、会社員をしながら旅に行き続ける新しい旅人のスタイルで、「サラリーマン（会社員）」と「トラベラー（旅人）」をかけ合わせた造語である。
なお、ここでのサラリーマンには、男性だけではなく女性の会社員も含まれる。

## リーマントラベラーが題名に含まれる作品
- 『週末だけで70ヵ国159都市を旅したリーマントラベラーが教える　自分の時間の作り方』（Gakken、ISBN 978-4-058-01868-2）
- 『リーマントラベラー　週末だけで世界一周』（河出書房新社、ISBN 978-4-309-42095-0）